# Benjamin Alan Lucien Clare
Benjamin Alan Lucien Clare (* 15. Januar 1938 in Rock Spring, Green Island Hanover Parish; † 17. Dezember 2010 im Cornwall Regional Hospital in Montego Bay) war ein jamaikanischer Diplomat.

## Leben
Benjamin Alan Lucien Clare war der Sohn von Millicent Blair und Arthur Nigel Clare.
Am 27. Dezember 1965 heiratete er Evangeline Marie Davis; sie hatten eine Tochter und zwei Söhne.
Er besuchte die Primary School in Savanna-la-Mar und das Jamaica College.
Er wurde Mitglied von Middle Temple, studierte Rechtswissenschaft an der University of Law in London und übte den Beruf des Rechtsanwaltes aus.
Er saß für den Wahlkreis Hanover Parish als stellvertretender Vorsitzender im Oberhaus des Repräsentantenhauses (Deputy President of the Senate of Jamaica).
Von 1975 bis 1977 war er Botschafter in Havanna und war zeitgleich in Paramaribo Surinam und Lima akkreditiert.
Von 1977 bis 1979 war er Botschafter in Moskau und war zeitgleich in Bukarest und Warschau (19. Februar 1979) akkreditiert.
Von 1989 bis 1995 war er beamteter Staatssekretär im Außenministerium.
| Vorgänger                       | Amt                                                 | Nachfolger                    |
| ------------------------------- | --------------------------------------------------- | ----------------------------- |
| Lloyd Melville Harcourt Barnett | jamaikanischer Botschafter in Havanna 1975 bis 1977 | George Robinson               |
| —                               | jamaikanischer Botschafter in Moskau 1977 bis 1979  | Peter Carlysle DeBrosse Black |